# Autostazione ARST di Nuoro
L'Autostazione ARST di Nuoro è una stazione di pullman situata a Nuoro in viale Sardegna.

## Storia
Aperta negli anni '90 presso parte del vecchio deposito Satas in sostituzione della vecchia autostazione situata in centro città sotto ai giardini di Piazza Vittorio Emanuele, è tuttora gestita dall'ARST, la quale effettua collegamenti extraurbani.

### Futuro del trasporto extraurbano a Nuoro
È previsto il trasferimento di tutti gli autobus extraurbani oggi operanti qui presso il nuovo centro intermodale della stazione ferroviaria di Nuoro. I lavori per la sua costruzione sono iniziati nel 2010 e nonostante si siano conclusi nel 2023, ad oggi la sua apertura (e quindi il trasferimento di tutte le linee autobus) non è ancora avvenuta per via dei ritardi causati del fallimento dell'impresa che si aggiudicò il secondo lotto dei lavori, per la questione riguardante i costi di gestione da dividere tra ARST e comune di Nuoro e infine per alcuni problemi strutturali dell'ultimo momento ancora da risolvere che costituiscono un rischio per l'incolumità dei viaggiatori.

## Strutture e impianti
L'autostazione è disposta su un unico livello e dispone di due accessi per l'entrata e l'uscita dei mezzi: l'entrata avviene da via Santa Barbara e l'uscita da viale Sardegna. All'interno il piazzale dispone di 9 stalli per la fermata dei pullman. La struttura dispone di una sala d'attesa coperta all'aperto con panchine e marciapiedi, una biglietteria automatica attiva, una biglietteria a sportello oggi chiusa, servizi igienici e una sala d'attesa interna oggi chiusa al pubblico e utilizzata come magazzino ma che in passato quando era ancora aperta ospitava anche un bar.

## Movimento
All'autostazione ARST operano esclusivamente i collegamenti extraurbani dell'ARST da/per Mamoiada, Villanova Strisaili, Arzana, Elini, Ilbono, Lanusei, Loceri, Barisardo, Cardedu, Tortolì, Arbatax, Girasole, Lotzorai, Santa Maria Navarrese, Baunei, Urzulei, Cala Gonone, Dorgali, Oliena, Cagliari (centro e aeroporto), Senorbì, Suelli, Mandas, Escolca, Gergei, Isili, Nurallao, Laconi, Aritzo, Belvì, Tonara, Tiana, Ovodda, Fonni, Abbasanta, Ghilarza, Norbello, Aidomaggiore, Borore, Sedilo, Ottana, Meana Sardo, Atzara, Sorgono, Austis, Teti, Olzai, Lodine, Gavoi, Ollolai, Sarule, Orani, Oniferi (centro e stazione ferroviaria), Orgosolo, Desulo, Buddusò, Osidda, Lula, Bitti, Onanì, Orune, Olbia (porto Isola Bianca, centro e aeroporto), San Teodoro, Budoni, Posada, Torpè, La Caletta, Siniscola, Santa Lucia, Capo Comino, Sos Alinos, Orosei, Onifai, Irgoli, Loculi, Galtellì, Orroli, Nurri, Villanova Tulo, Bultei, Anela, Bono, Bottidda, Burgos, Esporlatu, Illorai, Orotelli (centro e stazione ferroviaria), Bolotana, Lei, Silanus, Bortigali, Birori, Macomer, Sindia, Suni, Bosa, Torralba, Bonnanaro, Sassari, 

## Servizi

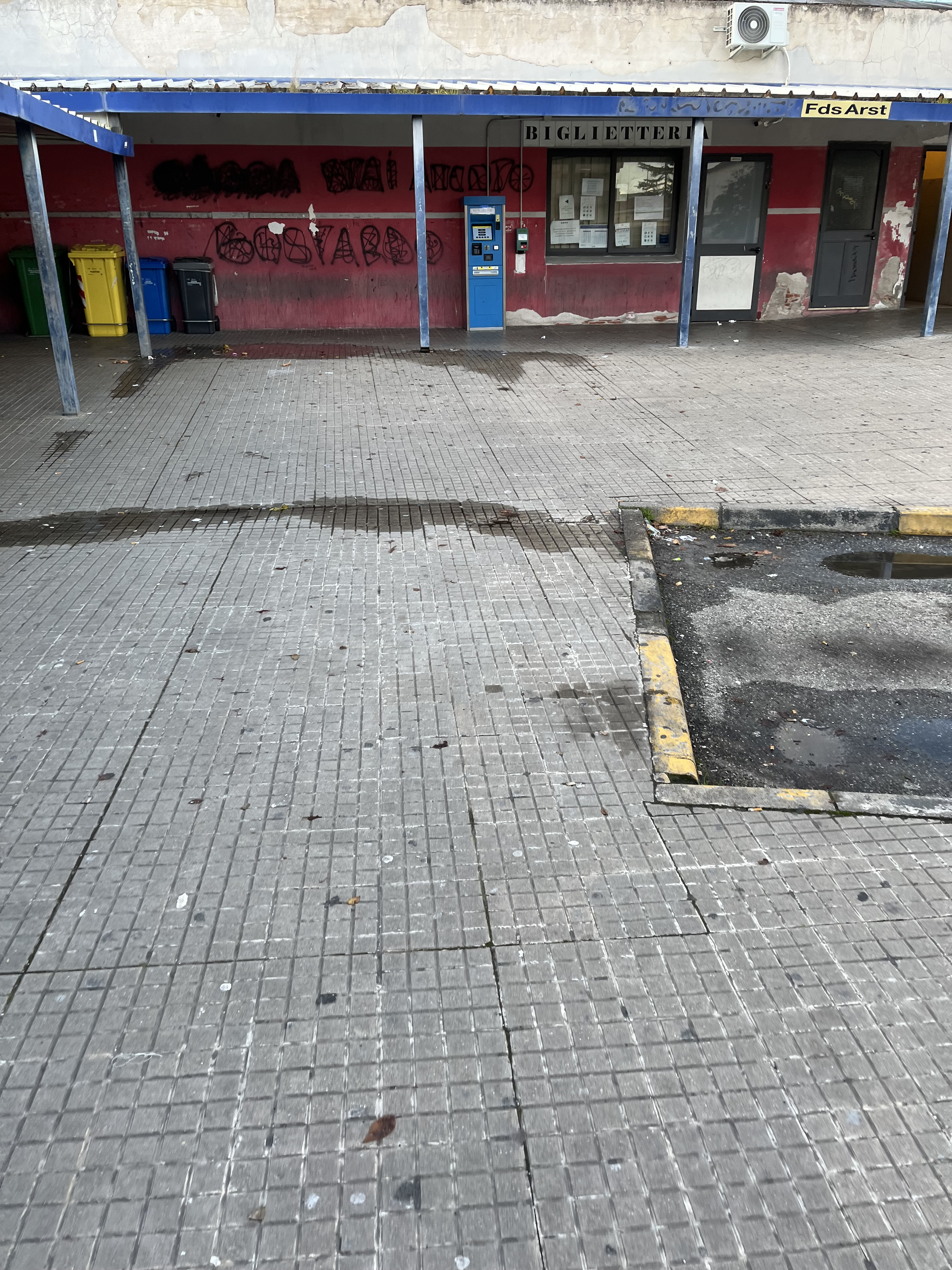
Biglietteria a sportello e biglietteria automatica dell'autostazione ARST

- Biglietteria a sportello
- Biglietteria automatica
- Sala d'attesa
- Servizi igienici